# Андерсон, Уорнер
Уорнер Андерсон (англ. Warner Anderson; 10 марта 1911 — 26 августа 1976) — американский актёр радио, театра, кино и телевидения 1910—1970-х годов.
В 1940—1950-е годы Андерсон сыграл в таких признанных фильмах, как «Курс на Токио» (1943), «Цель — Бирма» (1945), «Командное решение» (1948), «Место назначения — Луна» (1950), «Детективная история» (1951), «Голубая вуаль» (1951), «Звезда» (1952), «Бунт на «Кейне»» (1954), «Школьные джунгли» (1955) и «Линейка» (1958).
В 1950—1960-е годы Андерсон сделал успешную карьеру на телевидении, где играл главную роль в детективном сериале «Линейка» (1954—1960) и постоянную роль в мыльной опере «Пейтон-Плейс» (1964—1969).

## Ранние годы и начало карьеры
Уорнер Андерсон родился 10 марта 1911 года в Бруклине, Нью-Йорк, в театральной семье.
В 1916 году в пятилетнем возрасте Андерсон сыграл небольшую роль в фильме «Солнечный луч» (1916). В одной из газетных рецензий того времени на этот фильм отмечалось: «Уорнер Андерсон — один из самых умных детей в кино».
В 1917 году Андерсон дебютировал на бродвейской сцене в спектакле «Майское время» (1917—1918), за которым последовали роли в постановках «Счастье» (1917—1918), «Медея» (1920) и «В четырёх стенах» (1923).
После этого Андерсон играл в комических дуэтах в эстрадных шоу и водевилях.

## Работа на радио и продолжение театральной карьеры
В 1940-х годах Андерсон работал ведущим радиопрограммы «Телефонный час Белла».
Позднее Андерсон дважды возвращался на Бродвей, чтобы сыграть в спектаклях «Прерванное путешествие» (1942) и «Ещё предстоит увидеть» (1951—1952).

## Карьера в кинематографе
Во взрослом возрасте Андерсон дебютировал в кино в роли ведущего шоу (без упоминания в титрах) в мюзикле «Это армия» (1943) . В том же году вышла военная драма с Кэри Грантом «Курс на Токио» (1943), где Андерсон сыграл армейского офицера. В 1945 году в военном боевике с Эрролом Флинном «Цель — Бирма» (1945) у Андерсона была значимая роль полковника. Другими заметными фильмами Андерсона в этом году стали музыкальная комедия с Джинджер Роджерс «Уикэнд в отеле Уолдорф» (1945), комедия «Эбботт и Костелло в Голливуде» (1945) и романтическая комедия с Хэди Ламарр «Её Высочество и посыльный» (1945).
В 1946 году Андерсон появился в четырёх фильмах, в том числе, сыграл одну из главных ролей в мелодраме с Барбарой Стэнвик «Моя репутация» (1946), а также исполнил роли второго плана в фэнтези-комедии с Лайонелом Бэрримором «Три мудрых дурака» (1946) и в вестерне с Уоллесом Бири «Негодяй Боскомб» (1946). Год спустя Андерсон сыграл роль доктора в детективной комедии с Уильямом Пауэллом и Мирной Лой «Песня тонкого человека» (1947), был капитаном в исторической драме о создании ядерной бомбы «Начало или конец» (1947), сыграл роль одного из врачей в психиатрическом нуаре с Робертом Тейлором «Высокая стена» (1947), а также исполнил значимые роли второго плана в фильмах нуар «Афера Амело» и «Тёмное заблуждение» (оба — 1947).
Среди трёх фильмов Андерсона 1948 года наиболее значимой была военная драма с участием Кларка Гейбла «Командное решение» (1948), где Андерсон сыграл полковника, участвующего в планировании бомбардировки немецкого военного завода. Он также сыграл роль второго плана в мелодраме «Ангел с Десятой авеню» (1948). На следующий год Андерсон исполнил роли второго плана в криминальной комедии с Дороти Ламур «Счастливый труп» (1949) и мелодраме с Гленном Фордом «Доктор и девушка» (1949).
В 1950 году Андерсон появился в единственном фильме, «классической научно-фантастической» драме с «памятными ранними спецэффектами» «Место назначения — Луна» (1950). В этой картине он исполнил одну из главных ролей руководителя научно-технической группы, которая готовит и осуществляет запуск ракеты на Луну.
На следующий год у Андерсона было шесть картин, среди которых полицейский нуар с Кирком Дугласом «Детективная история» (1951), где Андерсон сыграл заметную роль адвоката одного из врачей, практикующего нелегальные аборты. Заметными лентами с участием Андерсона стали также вестерн с Рэндольфом Скоттом «Санта Фе» (1951), мелодрама с Джейн Уаймен «Голубая вуаль» (1951), где он у него были интересные роли второго плана, и военная драма с Вэном Джонсоном «Поставить всё на карту!» (1951), где Андерсон выступил в образе американского полковника. В отличие от «обычных для себя честных, хотя и несколько суровых персонажей, в вестерне с Грегори Пеком „Только отважные“ (1951), Андерсон первоклассно сыграл роль трусливого, вероломного и кровожадного солдата».
В своём единственном фильме 1952 года, драме «Звезда» (1952), Андерсон сыграл агента когда-то популярной, но стареющей кинозвезды, роль которой исполнила Бетт Дейвис. Год спустя он получил важную роль богатого адвоката и друга главного героя в политической драме с Джеймсом Кэгни «Лев на улицах города» (1953). Другим фильмом года стал вестерн с Бродериком Кроуфордом «Последний отряд» (1953), где у Андерсона была заметная роль второго плана. Год спустя Андерсон сыграл важную роль военного прокурора в высоко оценённой военно-морской драме с Хамфри Богартом «Бунт на «Кейне»» (1954), которая была номинирована на семь «Оскаров». В течение года Андерсон появился также в вестернах «Бой барабана» (1954) с участием Алана Лэдда и «Жёлтый томагавк» (1954) с Рори Кэлхуном, где Андерсон сыграл майора.
Год спустя Андерсон сыграл роль врача в номинированной на четыре «Оскара» школьной драме с Гленном Фордом «Школьные джунгли» (1955), Двумя другими его картинами в этом году вновь были вестерны «Жестокие люди» (1955), снова с Фордом, и «Улица беззакония» (1955), где Андерсон в роли владельца музыкального салона, пытающегося свергнуть несговорчивого маршала маленького городка (Рэндольф Скотт). Следующий раз Андерсон появился на экране в полицейском фильме нуар «Линейка» (1958). В этой картине, поставленной в развитие популярного одноимённого телесериала, Андерсон, как и в сериале, играет роль полицейского детектива, который вместе с напарником расследует убийство. Однако, как отметил кинокритик Джефф Стаффорд, фильм «полностью уходит от формата телесериала», а в центре внимания оказываются «не постоянные герои из сериала, а фигуры наёмных убийц».
В 1960-е годы Андерсон снялся в своих последних трёх фильмах — военной драме «Вооружённое командование» (1961), в роли подполковника американской армии во время Второй мировой войны, вестерне «Рио Кончос» (1964, полковник), а также фантастический фильм «Фантастическое вторжение на планету Земля» (1966), где он сыграл небольшую роль врача.

## Карьера на телевидении
Андерсон работал на телевидении с 1952 по 1975 год, сыграв за это время в 22 сериалах, среди которых «Кульминация» (1956), «Дни в Долине смерти» (1960), «Бессмертный» (1970), «Менникс» (1972), «Айронсайд» (1973) и «Досье детектива Рокфорда» (1975).
В период с 1954 по 1960 год Андерсон исполнил роль детектива, лейтенанта полиции Сан-Франциско Бена Гатри в 194 эпизодах успешного полицейского процедурала «Линейка». Эта роль стала самой известной у Андерсона.
Другой памятной работой Андерсона на телевидении стала роль редактора газеты (а также закадрового рассказика) в первом сезоне популярной мыльной оперы «Пейтон-Плейс» (1964—1965, 49 эпизодов). Андерсон продолжал выступать в качестве рассказчика шоу вплоть до 1969 года даже после того, как его персонаж был исключен из сериала.

## Актёрское амплуа и оценка творчества
Благодаря статной внешности, серьёзной манере держаться и командирскому голосу Уорнер Андерсон регулярно получал роли руководителей корпораций, судей, армейских офицеров и других представителей власти в фильмах 1940-х и начала 1950-х годов. Перейдя на телевидение в середине 1950-х годов, он добился наибольшей известности в своей карьере как лейтенант полиции Бен Гатри в детективном сериале «Линейка» (1954—1960) и редактор газеты Мэтью Суэйн в мыльной опере «Пейтон-Плейс» (1964—1969).

## Личная жизнь
Уорнер Андерсон был женат на Лите Андерсон (англ. Leeta Anderson) вплоть до своей смерти в 1976 году. У пары был один ребёнок — сын Майкл.

## Смерть
Уорнер Андерсон умер 26 августа 1976 года в возрасте 65 лет от рака в больнице Санта-Моники, Калифорния. У него остались жена и сын.

## Фильмография
| Год        |     | Русское название                          | Оригинальное название                    | Роль                                                    |
| ---------- | --- | ----------------------------------------- | ---------------------------------------- | ------------------------------------------------------- |
| 1915       | ф   | Солнечный луч                             | The Sunbeam                              | Бобби Разерфорд                                         |
| 1943       | ф   | Курс на Токио                             | Destination Tokyo                        | Эной                                                    |
| 1943       | ф   | Преступники Оклахомы                      | Oklahoma Outlaws                         | Уип Маккорд                                             |
| 1943       | ф   | Это армия                                 | This Is the Army                         | объявляющий Кейт Смит (в титрах не указан)              |
| 1944       | ф   | Суд с помощью курка                       | Trial by Trigger                         | Дэн Фэллон                                              |
| 1945       | ф   | Эбботт и Костелло в Голливуде             | Bud Abbott and Lou Costello in Hollywood | Норман Ройс                                             |
| 1945       | ф   | Опасные партнёры                          | Dangerous Partners                       | Майлс Кемпен                                            |
| 1945       | ф   | Её Высочество и посыльный                 | Her Highness and the Bellboy             | Пол Макмиллан                                           |
| 1945       | ф   | Цель — Бирма                              | Objective, Burma                         | полковник Джей Картер                                   |
| 1945       | ф   | Уикэнд в отеле Уолдорф                    | Week-End at the Waldorf                  | доктор Роберт Кемпбеллр                                 |
| 1946       | ф   | Негодяй Баскомб                           | Bad Bascomb                              | Лютер Мейсон                                            |
| 1946       | ф   | Верный в моём стиле                       | Faithful in My Fashion                   | Уолтер Медкрафт                                         |
| 1946       | ф   | Моя репутация                             | My Reputation                            | Фрэнк Эверетт                                           |
| 1946       | ф   | Три мудрых дурака                         | Three Wise Fools                         | О’Монеган                                               |
| 1947       | ф   | Афера Амело                               | The Amelo Affair                         | детектив Сэм Леонард                                    |
| 1948       | ф   | Начало или конец                          | The Beginning or the End                 | капитан Уильям С. Парсонс                               |
| 1947       | ф   | Тёмное заблуждение                        | Dark Delusion                            | Тедди Селкирк                                           |
| 1947       | ф   | Высокая стена                             | High Wall                                | доктор Джордж Поуард                                    |
| 1947       | ф   | Песня тонкого человека                    | Song of the Thin Man                     | доктор Монолоу                                          |
| 1948       | ф   | Псевдоним — Джентльмен                    | Alias a Gentleman                        | капитан Чарли Лопене                                    |
| 1948       | ф   | Командное решение                         | Command Decision                         | полковник Эрнест Хили                                   |
| 1948       | ф   | Ангел с Десятой авеню                     | Tenth Avenue Angel                       | Джозеф Миллс                                            |
| 1949       | ф   | Доктор и девушка                          | The Doctor and the Girl                  | доктор Джордж Эсмонд                                    |
| 1949       | ф   | Счастливый труп                           | The Lucky Stiff                          | Эдди Бритт                                              |
| 1950       | ф   | Место назначения — Луна                   | Destination Moon                         | доктор Чарльз Кангрейвз                                 |
| 1951       | ф   | Газетный заголовок                        | Bannerline                               | Рой                                                     |
| 1951       | ф   | Голубая вуаль                             | The Blue Veil                            | Билл Паркер                                             |
| 1951       | ф   | Детективная история                       | Detective Story                          | Эндикотт Симс                                           |
| 1951       | ф   | Поставить всё на карту!                   | Go for Broke!                            | полковник Чарльз В. Пенс                                |
| 1951       | кор | Гость                                     | The Guest                                |                                                         |
| 1951       | ф   | Только отважные                           | Only the Valiant                         | солдат Ратлидж                                          |
| 1951       | ф   | Санта Фе                                  | Santa F                                  | Дейв Ьакстер                                            |
| 1952       | ф   | Звезда                                    | The Star                                 | Генри Стоун                                             |
| 1952       | с   | Телевизионный театр «Крафта»              | Kraft Television Theatre                 | (1 эпизод)                                              |
| 1952       | с   | Доктор                                    | The Doctor                               | Доктор (12 эпизодов)                                    |
| 1953       | ф   | Последний отряд                           | The Last Posse                           | Роберт Эмерсон                                          |
| 1953       | ф   | Лев на улицах города                      | A Lion Is in the Streets                 | Жюль Болдюк                                             |
| 1953       | с   | Видео-театр «Люкс»                        | Lux Video Theatre                        | Джим (1 эпизод)                                         |
| 1953       | с   | Телевизионный театр Форда                 | The Ford Television Theatre              | (1 эпизод)                                              |
| 1954       | ф   | Бунт на «Кейне»                           | The Caine Mutiny                         | капитан Боейкли                                         |
| 1954       | ф   | Бой барабана                              | Drum Beat                                | генерал Эдвард Кэнби                                    |
| 1954       | ф   | Жёлтый томагавк                           | The Yellow Tomahawk                      | майор Айвэ                                              |
| 1954       | кор | Городская история                         | City Story                               | церковный пастор                                        |
| 1954       | тф  | Тяжёлое испытание Томаса Джефферсона      | The Ordeal of Thomas Jefferson           | Томас Джефферсон                                        |
| 1954 —1960 | с   | Линейка                                   | The Lineup                               | детектив лейтенант Бен Гатри (194 эпизода)              |
| 1955       | ф   | Школьные джунгли                          | Blackboard Jungle                        | доктор Брэдли                                           |
| 1955       | ф   | Улица беззакония                          | A Lawless Street                         | Гомер Торн                                              |
| 1955       | ф   | Жестокие люди                             | The Violent Men                          | Джим Макклауд                                           |
| 1955       | с   | Ты - там                                  | You Are There                            | (1 эпизод)                                              |
| 1956       | с   | Кульминация                               | Climax!                                  | разные роли (2 эпизода)                                 |
| 1958       | ф   | Линейка                                   | The Lineup                               | лейтенант Бен Гатри                                     |
| 1958       | с   | Преследование                             | Pursuit                                  | (1 эпизод)                                              |
| 1960       | ф   | Ночь гагарки                              | The Night of the Auk                     | полковник Том Расселл                                   |
| 1960       | ф   | Вооружённое командование                  | Armored Command                          | подполковник Уилсон                                     |
| 1960       | с   | Дни в Долине смерти                       | Death Valley Days                        | Джон Гонт (1 эпизод)                                    |
| 1960       | с   | Пьеса недели                              | Play of the Week                         | полковник Том Расселл (1 эпизод)                        |
| 1962       | с   | Шоу Рэда Скелтона                         | The Red Skelton Show                     | сержант полиции (1 эпизод)                              |
| 1964       | ф   | Рио Кончос                                | Rio Conchos                              | полковник Вагнер                                        |
| 1964—1969  | с   | Пейтон-Плейс                              | Peyton Place                             | Мэтью Суэйн / закадровый рассказчик (49 / 514 эпизодов) |
| 1966       | ф   | Фантастическое вторжение на планету Земля | The Bubble                               | доктор (в титрах не указан)                             |
| 1967       | с   | Менникс                                   | Mannix                                   | профессор Томпсон (1 эпизод)                            |
| 1969       | тф  | Гиджет взрослеет                          | Gidget Grows Up                          | полковник Пост                                          |
| 1969       | с   | Молодые юристы                            | The Young Lawyers                        | Чарльз Ван Дагрен (1 эпизод)                            |
| 1970       | с   | Бессмертный                               | The Immortal                             | судья Аткинс (1 эпизод)                                 |
| 1970       | с   | Интерны                                   | The Interns                              | Фил Корнелиус (1 эпизод)                                |
| 1971       | с   | Смельчаки                                 | Bearcats!                                | мистер Хаддлстон (1 эпизод)                             |
| 1971       | с   | О’Хара, Казначейство США                  | O'Hara, U.S. Treasury                    | Харли Бьюкенен (1 эпизод)                               |
| 1973       | с   | Айронсайд                                 | Ironside                                 | Мэтти Милэйн (1 эпизод)                                 |
| 1975       | с   | Досье детектива Рокфорда                  | The Rockford Files                       | Альфред Бэннистер (1 эпизод)                            |